# Wielkie Sioło (rejon prużański)
Wielkie Sioło (biał. Вялікае Сяло; ros. Великое Село) – agromiasteczko na Białorusi, w obwodzie brzeskim, w rejonie prużańskim, w sielsowiecie Wielkie Sioło, przy drodze republikańskiej P78.
Mieści się tu rzymskokatolicka parafia św. Michała Archanioła w Wielkim Siole.
W dwudziestoleciu międzywojennym leżało w Polsce, w województwie poleskim, w powiecie prużańskim.